# マイケル・ヘップバーン
マイケル・ヘップバーン（Michael Hepburn、1991年8月17日 - ）は、オーストラリア、ブリスベン出身の自転車競技選手。ロードレースとトラックレースの兼用選手。

## 来歴
2009年
- オーストラリア選手権
  - 個人追抜・ジュニア部門 優勝
  - 団体追抜・ジュニア部門 優勝
  - オムニアム・ジュニア部門 優勝
- 2月3日、3km独走において、3分16秒385のジュニア世界記録を樹立。
- ジュニア世界選手権自転車競技大会 個人追抜 優勝

2010年
- UCIトラックワールドカップ2009-2010
  - 北京 - 団体追抜 優勝
- オーストラリア選手権 オムニアム優勝
- トラックレース世界選手権 団体追抜 優勝（+ ジャック・ボブリッジ、ロハン・デニス、キャメロン・マイヤー）
- コモンウェルスゲームズ
  - 団体追抜 優勝（+ ジャック・ボブリッジ、デイル・パーカー、キャメロン・マイヤー）
  - 個人追抜 3位
- UCIトラックワールドカップ2010-2011
  - メルボルン - 団体追抜 優勝

2011年
- トラックレース世界選手権
  -  団体追抜 優勝（+ ジャック・ボブリッジ、ロハン・デニス、ルーク・ダーブリッジ）
  - 個人追抜 3位
- ロードレース世界選手権・U23部門ITT 3位

2012年、グリーンエッジに移籍。
- UCIトラックワールドカップ2011-2012
  - ロンドン - 団体追抜 優勝
- トラックレース世界選手権
  -  個人追抜 優勝
  - 団体追抜 2位
- ロンドンオリンピック・団体追抜 2位

2013年
- トラックレース世界選手権
  -  団体追抜 優勝（+ アレクサンダー・エドモンソン、グレン・オシェイ、アレクサンダー・モーガン）
  -  個人追抜 優勝